# Chloebia gouldiae
El diamante de Gould (Chloebia gouldiae) es una especie de ave paseriforme de la familia Estrildidae nativa del norte de Australia. Hay evidencia que la población de este endemismo australiano está en declive, incluso en su bastión de cerca de Katherine en el Territorio del Norte. Se cría en cautividad como mascota. No se reconocen subespecies.

## Descripción
Los diamantes de Gould miden alrededor de 13 a 14 cm de longitud. Ambos sexos presentan colores vivos como verde, amarillo, rojo, azul, etc. pero los machos suelen ser más brillantes que las hembras. Una diferencia más notable entre el macho y la hembra es que el pecho del macho es púrpura fuerte mientras el de la hembra es más de color malva. Hay tres variaciones de color en el diamante de Gould: con cabeza negra, con cabeza roja y cabeza naranja. La variación con la cabeza negra es la más común en la naturaleza mientras que con cabeza naranja es muy poco frecuente. Se creía por mucho tiempo que éstas eran tres especies distintas pero ahora se sabe que todas son simplemente variaciones de la misma especie.
Los polluelos son distintos por sus colores. La cabeza, los costados, y el pescuezo son grises, y la espalda, las alas, y las timoneras son de color oliva. Los vientres son de color marrón ligero y los picos son negros con punta rojiza. Las patas son de color marrón ligero también. Las crías recién salidas del cascarón son rosados y sin plumón hasta que tengan unos doce días. Después de este tiempo las plumas empiezan a aparecer. Se piensa[¿quién?] que los colores de las hembras son menos brillantes para que se mezclen con el fondo mientras incuban los huevos en el nido. En cambio, con sus colores brillantes, el macho puede distraer a un depredador lejos del nido para proteger a sus crías y a su pareja.

## Distribución y hábitat
Este pájaro es propio del norte de Australia, encontrándose en la península del Cabo York, el noroeste de Queensland, el norte del Territorio del Norte, y la región de Kimberley en Australia Occidental. Su hábitat son las sabanas y las zonas boscosas tropicales donde hay llanos abiertos con árboles altos cerca del agua.  Aparentemente, estos pájaros hacen migraciones cortas al sur durante la temporada lluviosa y regresan por la temporada seca.
Suelen anidar en huecos, dentro de los montones construidos por comejenes o en árboles, y generalmente cerca del agua.

## Estado de conservación
El número de diamantes de Gould ha disminuido muy dramáticamente durante el siglo XX. Su hábitat se ha reducido o ha sido alterado.  Los piojillos de los sacos aéreos, un parásito, también han afectado mucho el número de estos pájaros.  Resulta que sus colores hermosos permiten que los depredadores los cacen fácilmente. Los fuegos también son una amenaza principal para su población natural. Sin embargo, debido a su popularidad como mascotas, la especie no está en peligro. 
Se han empezado ciertas acciones para rescatar y conservar su hábitat natural y construir cercas protectoras para evitar daños causados por herbívoros.  También hay investigación detallada[¿cuál?] sobre los fuegos, alimento y movimiento en dos sitios para repasar su distribución, su hábitat, amenazas potenciales, y el estado de conservación de aves granívoras sabaneras. También fue propuesto encontrar hábitat más apropiado para su conservación. Intentos de reintroducción no han sido exitosos hasta ahora, sin embargo, el programa de reintroducción continuará en el este de Queensland. También fue sugerido desarrollar instrucciones para los propietarios de haciendas sobre manejo apropiado de las tierras que ayudará con el programa de conservación.